# Tron del Crisantem

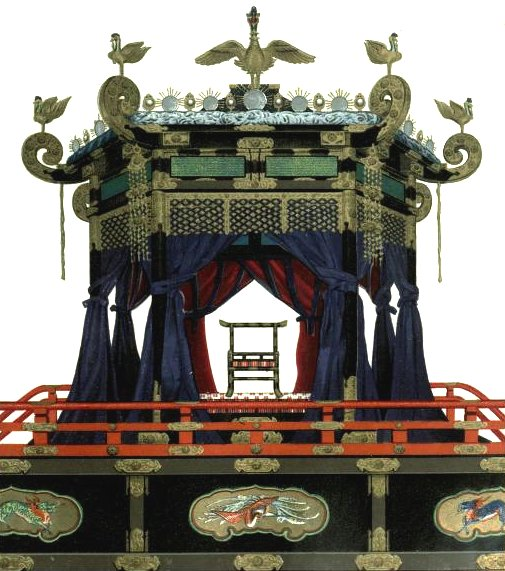
El Tron del Crisantem es troba a Kyoto i actualment només es fa servir en les cerimònies de coronació dels emperadors japonesos

El Tron del Crisantem (en japonès 皇位) és el terme comú que se li dona al tron imperial del Japó. El crisantem (菊 kiku en japonès) és l'escut d'armes de l'Emperador del Japó; per tant Kikukamonshō literalment significa 'el segell del crisantem'.
Segons les llegendes, el Tron del Crisantem és la monarquia en vigor més antiga del món. En el Nihonshoki s'afirma que l'Imperi del Japó es fundà en el 660 aC per l'emperador Jimmu. D'acord amb la tradició l'emperador Akihito és el descendent directe número 125 de Jimmu. El registre històric es remunta fins a l'emperador Ōjin, qui suposadament regnà a principis del segle v. A pesar del fet que han existit prèviament vuit «emperadores» (al Japó únicament l'esposa de l'Emperador es diu Emperadriu), de conformitat amb la Llei Imperial del Japó (promulgada per l'Agència de la Casa Imperial i el Consell Privat) a les dones els està prohibit regnar des de mitjan segle xx.
L'Emperador (en japonès: Tennō; (天皇), 'emperador diví') actua com el màxim sacerdot en la religió ancestral Shintō, malgrat que renuncià formalment a la reivindicació del seu origen diví com a fill de la deessa Amaterasu O-Mikami després de la Segona Guerra Mundial.
D'acord amb el que estableix la Constitució del Japó en vigor, l'Emperador és el «símbol de l'Estat i de la unitat del poble»; no té poders polítics però és un cap d'estat cerimonial que representa la monarquia constitucional.